# P.N.03
P.N.03 (ook wel Product Number 03) is een computerspel dat werd ontwikkeld en uitgegeven door Capcom. Het sciencefiction actiespel kwam in 2003 uit de Nintendo GameCube. De speler bestuurt huurlinge Vanessa Z. Schneider, die door een anonieme opdrachtgever de opdracht krijgt CAMS (Computer Arms Management System) uit te schakelen.

## Ontvangst
| Beoordeeld door                | Datum             | Score |
| ------------------------------ | ----------------- | ----- |
| N-Zone                         | 7 juli 2003       | 79%   |
| Press Start Online             | 29 oktober 2006   | 75%   |
| Gamesmania                     | 8 september 2003  | 73%   |
| Factornews                     | 25 april 2003     | 70%   |
| Nintendo Difference            | 28 augustus 2003  | 65%   |
| Adrenaline Vault, The (AVault) | 16 oktober 2003   | 60%   |
| Games TM                       | mei 2003          | 60%   |
| Super Play                     | augustus 2003     | 60%   |
| GameSpot                       | 8 september 2003  | 51%   |
| Lawrence                       | 11 september 2003 | 16%   |